# Ратнер, Шимон
Шимон Ратнер (ивр. שמעון רוטנר‎, пол. Szimon Ratner), после репатриации известный как Шимон Леуми (ивр. שמעון לאומי‎; 26 июля 1898, Краков — 21 января 1964, Петах-Тиква) — израильский и австрийский футболист, тренер сборной Израиля (выступала как сборная Подмандатной Палестины) в 1934 году, выводивший её на первые матчи отборочного турнира чемпионата мира того года.

## Биография
Родился 26 июля 1898 года в Кракове (ныне Польша). В 1914 году переехал в Вену, где начал играть за футбольную команду «Хакоах». В 1920 году репатриировался в Подмандатную Палестину, где играл за команды «Маккаби» из Тель-Авива и «Маккаби-Авшалом» Петах-Тиква, будучи также их играющим тренером. Также он работал тренером в клубе «Хапоэль» из Петах-Тиквы. В тель-авивском клубе Ратнер внедрял европейскую методику тренировок, с командой неоднократно организовывал турне по Европе (Австрия, Венгрия, Чехословакия).
В 1930 году Ратнер в составе сборной Подмандатной Палестины (сборная Израиля) сыграл 4 матча против команд Каира (один матч), Александрии (один матч) и Британской армии (два матча): он стал одним из шести первых еврейских игроков в этой команде. В одной из встреч против сборной Британской армии, завершившейся победой военных со счётом 5:2, в Каире он даже забил гол (второй матч против британской армии также завершился поражением палестинской команды со счётом 2:5). В 1934 году Ратнер стал тренером сборной Подмандатной Палестины, дебютировав с ней в отборочном турнире к чемпионату мира того года. Его команда, костяк которой составляли 16 футболиств тель-авивского «Маккаби», провела два матча против Египта, дважды проиграв (1:7 и 1:4). На следующий день в неофициальной встрече была зафиксирована ничья 2:2. После этих трёх встреч Ратнер ушёл в отставку с поста тренера сборной Израиля.
Своё игровое прозвище Симон получил отчасти от младшего брата Макса, который не выговаривал имя старшего и называл его «Шумек» (ивр. שומק‎, букв. «тупой»). После переезда в Вену его стали называть «Лумек», и прозвище сохранилось даже в Израиле. Он скончался 21 января 1964 года от инфаркта миокарда.